# Barcelo (torpilleur)
Pour les articles homonymes, voir USS Barcelo et Barcelo.
Le Barcelo (ou Barceló en castillan) est un torpilleur de la classe Barcelo, fabriqué en 1886 en France et mis en service par l'Armada espagnole. Capturé en 1898 par les américains durant la guerre hispano-américaine, il est mis en service par l'US Navy la même année puis transformé en remorqueur sous la désignation d’USS Barcelo (YT-105) en 1920. Il a pour sister-ship le Bustamante.

## Historique

### Dom Antoine Barcelo
La désignation du bâtiment est un hommage de la marine espagnole à Dom Antoine Barcelo (1716–1797), amiral originaire des Baléares qui, entre autres faits d'armes, commandait la flotte durant le blocus franco-espagnol de Gibraltar (1779-1783) dans le contexte de la Guerre d'indépendance des États-Unis.

### Construction
Ce torpilleur, dit de seconde classe, est construit en 1886 au chantier naval français du Havre d'Augustin Normand,. Son navire-jumeau était le torpilleur Bustamante (parfois désigné Bustamente) construit au même arsenal français en 1887 et est nommé en l'honneur de l'amiral Joaquín Bustamante (es) (1847-1898) qui s'est illustré pendant la Guerre hispano-américaine.
Entre 1883 et 1887, l'Armada espagnole fait construire 12 torpilleurs, en plus des deux bâtiments de la classe Barcelo. De cette flotte, un seul navire est de fabrication nationale, le Seza construit en 1885 au Ferrol par la Société espagnole de construction navale, tous les autres sont produits par des puissances industrielles européennes rivales.
Huit de ces torpilleurs sont ainsi construits en Angleterre. En 1885 ce sont les Acevedo et Julian Ordonez, puis en 1887 c'est au tour des Ariete, Habana et Rayo, les cinq proviennent des chantiers John I. Thornycroft & Company à Chiswick. L'année suivante est construit le Retamosa puis en 1887 les Azor et Halcon, tous les trois sont construits à Poplar par Yarrow Shipbuilders.
Les trois torpilleurs restant sont fabriqués en Allemagne, le Rigel en 1883 à Brême par AG Weser, puis l’Orion en 1886 et l’Ejercito en 1887, les deux à Kiel-Gaarden par l'Arsenal Germania.

### Barceló
Durant son service dans l'armada espagnole, le nom du navire était écrit sur la coque en capitales, donc comme le veut l'usage sans accent sur la dernière voyelle, soit BARCELO bien qu'il soit souvent désigné en castillan comme le torpedero Barceló (« torpilleur Barcelo ») par les auteurs espagnols.
Dans Buques de l’armada española a través de la fotografía, 1849-1900, Agustín Ramón Rodríguez González prétend que le Barcelo, classifié comme torpilleur de seconde classe, est rebaptisé N°14 le 26 septembre 1905 et qu'il est retiré du service le 21 juin 1911.

### Capture aux Philippines
Le Barcelo est capturé à Cavite aux Philippines, alors colonie espagnole, par des troupes américaines (United States Marine Corps) embarquées sur la canonnière USS Petrel (PG-2) (en), dans la foulée de la bataille de la baie de Manille le 1er mai 1898.

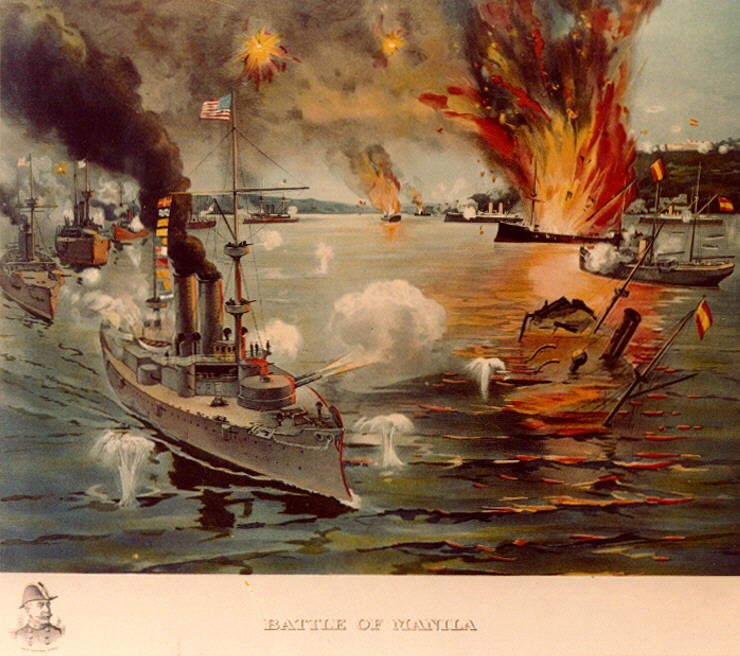
Tableau représentant la bataille de la baie de Manille, le 1er mai 1898.

### USSBarcelo

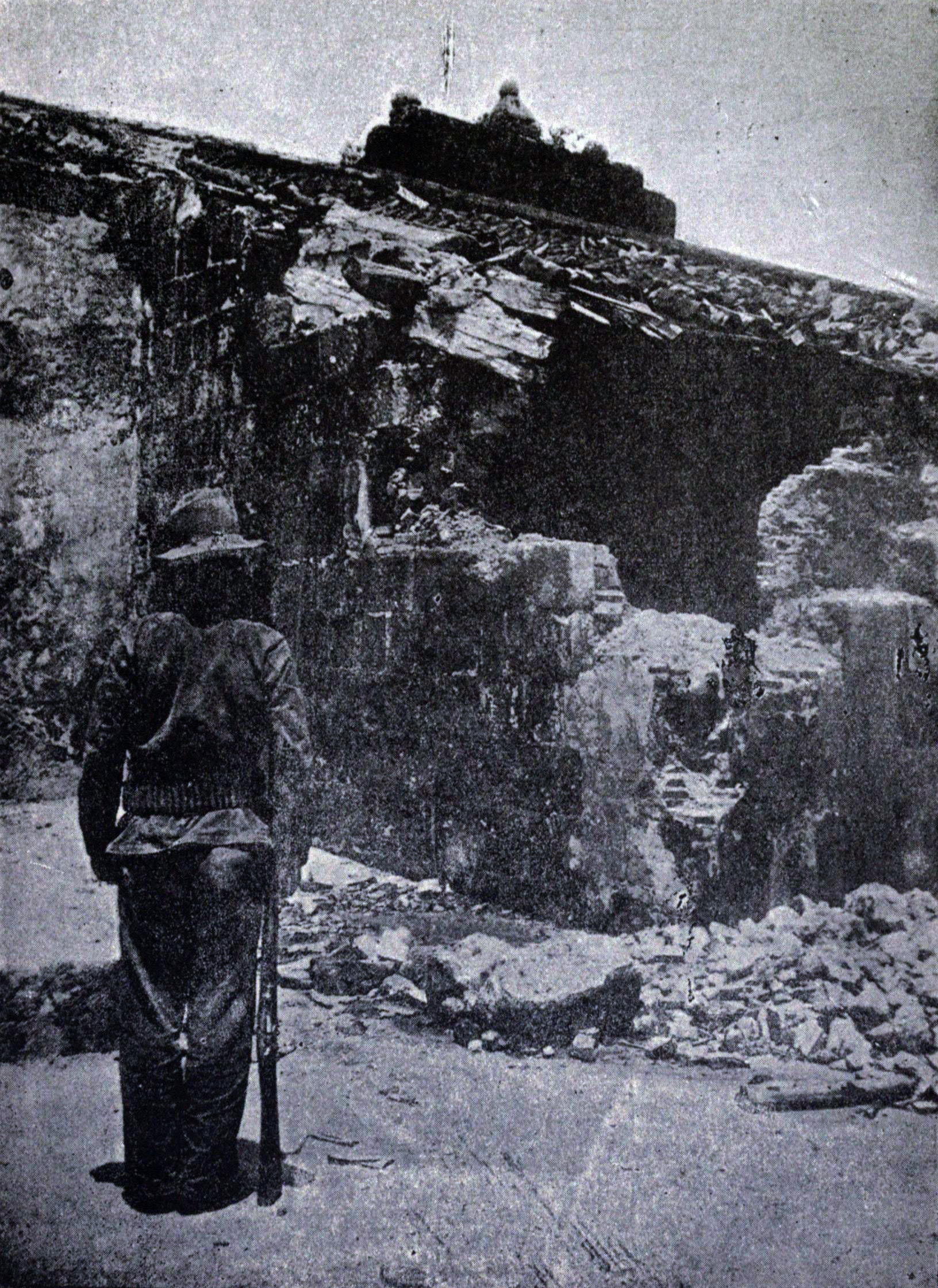
Fort de Malate après le bombardement naval du 13 août 1898.

Le nouveau capitaine du torpilleur USS Barcelo est le Naval Cadet William R. White issu de la classe 1897 de l'académie navale américaine (« Naval Academy »). Le 13 août 1898, durant la bataille de Manille (en) qui côté américain est une opération combinant l'armée (USMC) et la marine (US Navy), l'USS Barcelo et l'USS Calao (une autre prise espagnole) se positionnent en face du Fort Malate en soutien des troupes débarquées. Durant la bataille, le torpilleur essuie le feu d'armes à feu de faible calibre avant de se rapprocher de la plage et de riposter à la mitrailleuse (forecastle battery).
Il est mis en service par l'US Navy à l'issue de la bataille le 13 août 1898 et sa nouvelle désignation est USS Barcelo ; la norme du préfixe « USS » est qu'il est ajouté au nom du navire une fois celui-ci mit en service et qu'il en est retiré dès qu'il est retiré du service.

### Conversion en remorqueur
Le 17 juillet 1920, le navire est converti en remorqueur armé (armed tug) sous la désignation USS Barcelo (YT-105) ; le code « YT » signifie Yard Tug.

### Décorations
Pour ses engagements dans la campagne des Philippines sous l'amiral George Dewey, l'USS Barcelo est décoré de la Spanish War Campaign (lit. « médaille de la campagne espagnole »).

### Fin de service
Le remorqueur est finalement revendu à Rogaciano A. Cosio de Manille, Philippines le 8 juin 1922 qui en dispose le 11 septembre 1923.

### Barcelo-IetBarcelo-II
Avec l'apparition en 1944 d'un second USS Barcelo, l'USS Barcelo, le YT-105 est parfois rétrospectivement désigné USS Barcelo-I ; et l'IX-199 devient Barcelo-II.